# 대공국
대공국(Grand Duchy. 독일어: Großherzogtum , 프랑스어: Grand-duché)은 나라를 다스리는 국가 원수가 대공인 군주제 국가를 말한다. 현재 남아있는 대공국은 룩셈부르크 대공국이다.

## 옛 대공국
- 토스카나 대공국(1569-1860, 이탈리아어: Granducato di Toscana, 이탈리아어: Magnus Ducatus Etruriae)
- 베르크 대공국(1806-1813, 독일어: Großherzogtum Berg)
- 뷔르츠부르크 대공국(1806-1814, 독일어: Großherzogtum Würzburg)
- 바덴 대공국(1806-1918, 독일어: Großherzogtum Baden)
- 헤센 대공국(1806-1918, 독일어: Großherzogtum Hessen und bei Rhein)
- 핀란드 대공국(1809-1917, 핀란드어: Suomen suuriruhtinaskunta)
- 프랑크푸르트 대공국(1810-1813, 독일어: Großherzogtum Frankfurt)
- 니더라인 대공국(1815-1822, 독일어: Großherzogtum Niederrhein)
- 풀다 대공국 (1816-1866)
- 룩셈부르크 대공국(1815~현재, 룩셈부르크어: Grousherzogdem Lëtzebuerg, 프랑스어: Grand-Duché de Luxembourg, 독일어: Großherzogtum Luxemburg)
- 메클렌부르크슈베린 대공국(1815-1918, 독일어: Großherzogtum Mecklenburg-Schwerin)
- 메클렌부르크슈트렐리츠 대공국(1815-1918, 독일어: GroßHerzogtum Mecklenburg-Strelitz)
- 포젠 대공국(1815-1848, 독일어: Großherzogtum Posen, 폴란드어: Wielkie Księstwo Poznańskie)
- 작센 대공국(1815-1918, 독일어: Großherzogtum Sachsen)
- 올덴부르크 대공국((1829-1918, 독일어: Großherzogtum Oldenburg)
- 크라쿠프 대공국(독일어: Großherzogtum Krakau, 폴란드어: Wielkie Księstwo Krakowskie)

바르샤바 공국(1807-1813)도 종종 "바르샤바 대공국"이라고 부르긴 하나 맞는 표현은 아니다.

## 같이 보기
- 리투아니아 대공국
- 아치듀크
- 공작령
- 헤어초크